# اریک بایی
اریک برتران بایی (فرانسوی: eʁik bɛʁ.tʁɑ̃ baji‎؛ زادهٔ ۱۲ آوریل ۱۹۹۴) بازیکن فوتبال اهل ساحل عاج است که در پست دفاع میانی برای تیم ملی ساحل عاج بازی می‌کند.
بایی دوران حرفه ای خود را در اسپانیول، اسپانیا آغاز کرد و سپس به ویارئال پیوست. او دو فصل را در این باشگاه گذراند و در ژوئن ۲٠۱۶ با منچستر یونایتد قرارداد امضا کرد. بایی بیش از ۱٠٠ بازی برای یونایتد انجام داد و مدتی را به صورت قرضی در مارسی بازی کرد.
او اولین بازی ملی خود را برای ساحل عاج در سال ۲٠۱۵ انجام داد و به آنها کمک کرد تا در جام ملت های آفریقا در آن سال قهرمان شوند. او در دو تورنمنت آفریقایی دیگر و المپیک ۲٠۲٠ بازی کرد.